# 22-й меридіан східної довготи
22-й меридіан східної довготи — лінія довготи, що лежить на 22 градусів східніше Гринвіцького меридіана. Вона проходить від Північного полюса через Північний Льодовитий океан, Атлантичний океан, Європу, Африку, Індійський океан, Південний океан та Антарктиду до Південного полюса.
22-й меридіан східної довготи формує велике коло разом із 158-мим меридіаном західної довготи.
Через меридіан проходить частина кордону Анголи із Замбією.

## Список географічних об'єктів, що перетинає 22° сх. д.
Починаючи на Північному полюсі та рухаючись до Південного полюса, 22-й меридіан східної довготи проходить через:
| Координати                                                 | Країна, територія або море              | Примітки                                                  |
| ---------------------------------------------------------- | --------------------------------------- | --------------------------------------------------------- |
| 90°0′ пн. ш. 22°0′ сх. д. / 90.000° пн. ш. 22.000° сх. д.  | Північний Льодовитий океан              |                                                           |
| 80°8′ пн. ш. 22°0′ сх. д. / 80.133° пн. ш. 22.000° сх. д.  | Норвегія                                | Шпіцберген — проходить через острів Північно-Східна Земля |
| 79°22′ пн. ш. 22°0′ сх. д. / 79.367° пн. ш. 22.000° сх. д. | Баренцове море                          |                                                           |
| 78°33′ пн. ш. 22°0′ сх. д. / 78.550° пн. ш. 22.000° сх. д. | Норвегія                                | Шпіцберген — проходить через острови Баренца та Едж       |
| 77°31′ пн. ш. 22°0′ сх. д. / 77.517° пн. ш. 22.000° сх. д. | Баренцове море                          |                                                           |
| 72°55′ пн. ш. 22°0′ сх. д. / 72.917° пн. ш. 22.000° сх. д. | Атлантичний океан                       | Норвезьке море                                            |
| 70°39′ пн. ш. 22°0′ сх. д. / 70.650° пн. ш. 22.000° сх. д. | Норвегія                                | Проходить через острів Сьорьойя[en]                       |
| 70°35′ пн. ш. 22°0′ сх. д. / 70.583° пн. ш. 22.000° сх. д. | Атлантичний океан                       | Норвезьке море                                            |
| 70°19′ пн. ш. 22°0′ сх. д. / 70.317° пн. ш. 22.000° сх. д. | Норвегія                                |                                                           |
| 69°3′ пн. ш. 22°0′ сх. д. / 69.050° пн. ш. 22.000° сх. д.  | Фінляндія                               |                                                           |
| 68°32′ пн. ш. 22°0′ сх. д. / 68.533° пн. ш. 22.000° сх. д. | Швеція                                  |                                                           |
| 65°22′ пн. ш. 22°0′ сх. д. / 65.367° пн. ш. 22.000° сх. д. | Балтійське море                         | Ботнічна затока                                           |
| 63°23′ пн. ш. 22°0′ сх. д. / 63.383° пн. ш. 22.000° сх. д. | Фінляндія                               | Проходить через острови Луоннонмаа[en] та Лілландет[de]   |
| 60°7′ пн. ш. 22°0′ сх. д. / 60.117° пн. ш. 22.000° сх. д.  | Балтійське море                         | Проходить західніше острова Хіюмааа, Естонія              |
| 58°31′ пн. ш. 22°0′ сх. д. / 58.517° пн. ш. 22.000° сх. д. | Естонія                                 | Проходить через острів Сааремаа                           |
| 58°14′ пн. ш. 22°0′ сх. д. / 58.233° пн. ш. 22.000° сх. д. | Балтійське море                         |                                                           |
| 57°59′ пн. ш. 22°0′ сх. д. / 57.983° пн. ш. 22.000° сх. д. | Естонія                                 | Проходить через острів Сааремаа                           |
| 57°57′ пн. ш. 22°0′ сх. д. / 57.950° пн. ш. 22.000° сх. д. | Балтійське море                         |                                                           |
| 57°36′ пн. ш. 22°0′ сх. д. / 57.600° пн. ш. 22.000° сх. д. | Латвія                                  |                                                           |
| 56°25′ пн. ш. 22°0′ сх. д. / 56.417° пн. ш. 22.000° сх. д. | Литва                                   |                                                           |
| 55°5′ пн. ш. 22°0′ сх. д. / 55.083° пн. ш. 22.000° сх. д.  | Росія                                   | Калінінградська область                                   |
| 54°20′ пн. ш. 22°0′ сх. д. / 54.333° пн. ш. 22.000° сх. д. | Польща                                  | Проходить через Ряшів                                     |
| 49°18′ пн. ш. 22°0′ сх. д. / 49.300° пн. ш. 22.000° сх. д. | Словаччина                              |                                                           |
| 48°23′ пн. ш. 22°0′ сх. д. / 48.383° пн. ш. 22.000° сх. д. | Угорщина                                |                                                           |
| 47°23′ пн. ш. 22°0′ сх. д. / 47.383° пн. ш. 22.000° сх. д. | Румунія                                 |                                                           |
| 44°38′ пн. ш. 22°0′ сх. д. / 44.633° пн. ш. 22.000° сх. д. | Сербія                                  | Проходить східніше Лесковаца                              |
| 42°20′ пн. ш. 22°0′ сх. д. / 42.333° пн. ш. 22.000° сх. д. | Північна Македонія                      |                                                           |
| 41°8′ пн. ш. 22°0′ сх. д. / 41.133° пн. ш. 22.000° сх. д.  | Греція                                  |                                                           |
| 38°23′ пн. ш. 22°0′ сх. д. / 38.383° пн. ш. 22.000° сх. д. | Коринфська затока                       |                                                           |
| 38°19′ пн. ш. 22°0′ сх. д. / 38.317° пн. ш. 22.000° сх. д. | Греція                                  | Проходить через півострів Пелопоннес                      |
| 37°1′ пн. ш. 22°0′ сх. д. / 37.017° пн. ш. 22.000° сх. д.  | Середземне море                         |                                                           |
| 32°54′ пн. ш. 22°0′ сх. д. / 32.900° пн. ш. 22.000° сх. д. | Лівія                                   |                                                           |
| 20°32′ пн. ш. 22°0′ сх. д. / 20.533° пн. ш. 22.000° сх. д. | Чад                                     |                                                           |
| 13°6′ пн. ш. 22°0′ сх. д. / 13.100° пн. ш. 22.000° сх. д.  | Судан                                   |                                                           |
| 12°38′ пн. ш. 22°0′ сх. д. / 12.633° пн. ш. 22.000° сх. д. | Чад                                     |                                                           |
| 10°52′ пн. ш. 22°0′ сх. д. / 10.867° пн. ш. 22.000° сх. д. | Центральноафриканська Республіка        |                                                           |
| 4°14′ пн. ш. 22°0′ сх. д. / 4.233° пн. ш. 22.000° сх. д.   | ДР Конго                                |                                                           |
| 9°45′ пд. ш. 22°0′ сх. д. / 9.750° пд. ш. 22.000° сх. д.   | Ангола                                  |                                                           |
| 13°0′ пд. ш. 22°0′ сх. д. / 13.000° пд. ш. 22.000° сх. д.  | Становить кордон між Анголою та Замбією |                                                           |
| 16°12′ пд. ш. 22°0′ сх. д. / 16.200° пд. ш. 22.000° сх. д. | Ангола                                  |                                                           |
| 17°55′ пд. ш. 22°0′ сх. д. / 17.917° пд. ш. 22.000° сх. д. | Намібія                                 | Смуга Капріві                                             |
| 18°13′ пд. ш. 22°0′ сх. д. / 18.217° пд. ш. 22.000° сх. д. | Ботсвана                                |                                                           |
| 26°39′ пд. ш. 22°0′ сх. д. / 26.650° пд. ш. 22.000° сх. д. | ПАР                                     | Північнокапська провінція Західнокапська провінція        |
| 34°13′ пд. ш. 22°0′ сх. д. / 34.217° пд. ш. 22.000° сх. д. | Індійський океан                        |                                                           |
| 60°0′ пд. ш. 22°0′ сх. д. / 60.000° пд. ш. 22.000° сх. д.  | Південний океан                         |                                                           |
| 70°9′ пд. ш. 22°0′ сх. д. / 70.150° пд. ш. 22.000° сх. д.  | Антарктида                              | Проходить через Землю Королеви Мод (претендує Норвегія)   |